# Filtr biologiczny

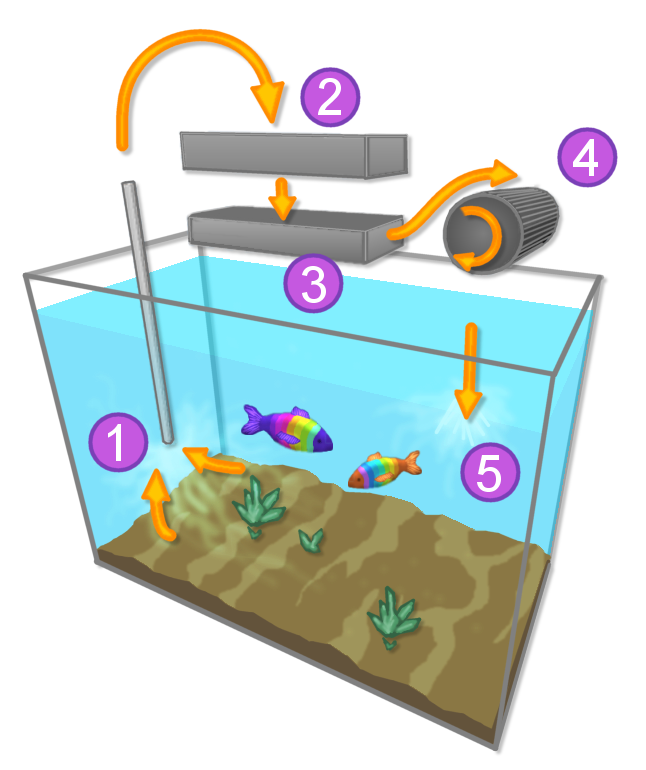
Schemat obiegu wody w układzie filtrującym w akwarium: 1. wlot, 2. filtr mechaniczny, 3. filtrowanie węglem aktywnym, 4. filtr biologiczny (tutaj: obrotowy) 5. wylot

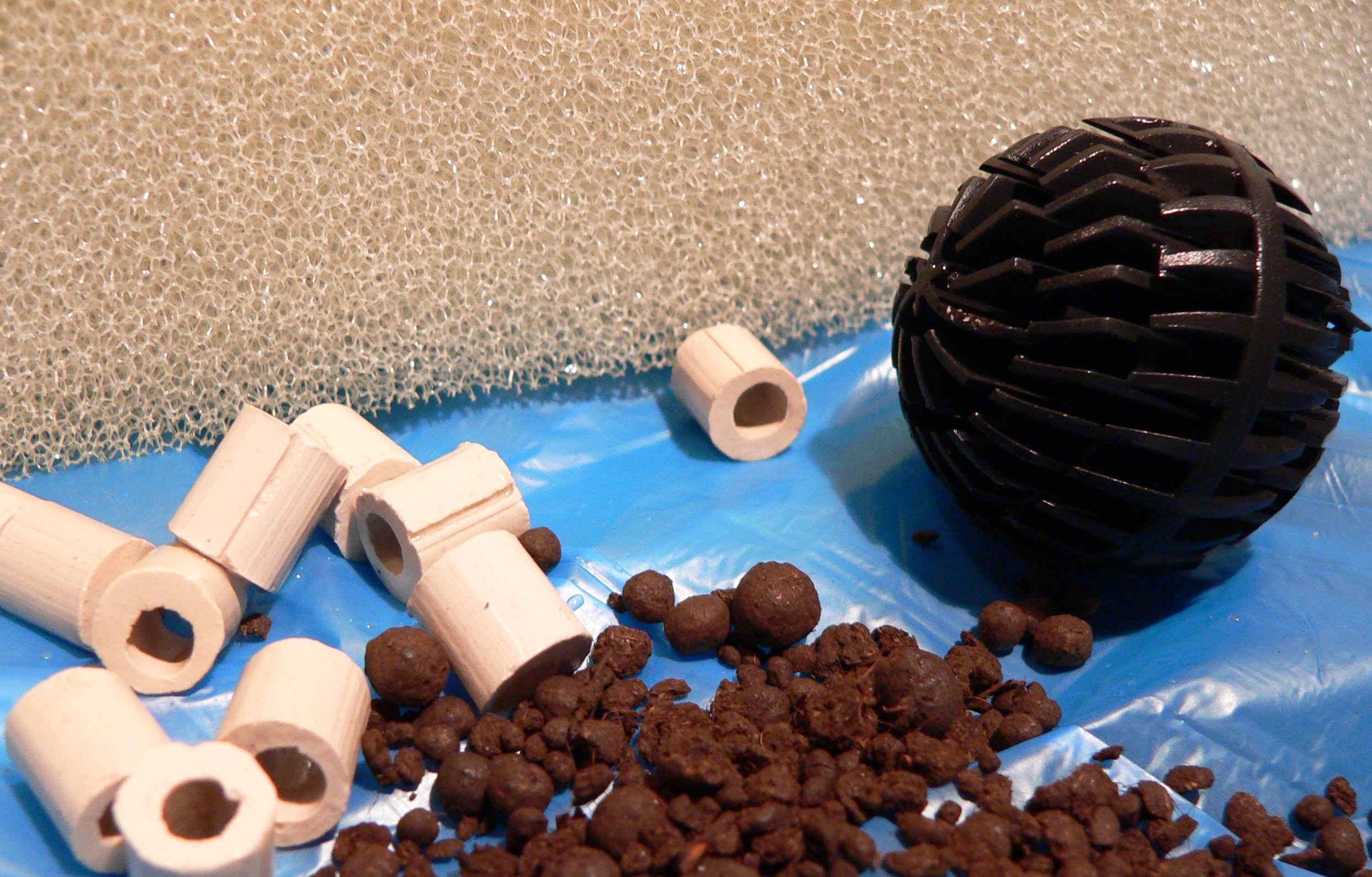
Przykładowe materiały stosowane w filtrach biologicznych dla zwiększenia powierzchni czynnej

Filtr biologiczny – rodzaj stosowanego w akwarystyce filtra, który wspomaga zachodzące w akwarium lub w oczku wodnym przemiany biochemiczne związane z rozkładem materii organicznej, głównie poprzez wytworzenie środowiska sprzyjającego rozwojowi mikroorganizmów (bakterie, pierwotniaki i grzyby), bezkręgowców i roślin wychwytujących i asymilujących produkty rozkładu materii.

## Filtracja biologiczna w akwarium
Naturalnym skutkiem funkcjonowania akwarium jest zanieczyszczenie wody.
Procesy jej biologicznego oczyszczania to przede wszystkim wychwytywanie i asymilacja cząstek martwej materii organicznej, ich konsumpcja oraz utlenianie do postaci prostych związków chemicznych. Procesy te przebiegają w całym układzie obiegu wody w akwarium, włącznie z podłożem i osprzętem. Zachodzą w toni wodnej, warstwie przydennej, podłożu, na roślinach, elementach wystroju, ściankach zbiornika i zanurzonych w nim urządzeń oraz w połączonych ze zbiornikiem urządzeniach transportujących wodę, jeśli takie zainstalowano.
W celu utrzymania stanu równowagi biologicznej, w akwarystyce stosuje się niektóre ze znanych w inżynierii środowiska metod oczyszczania ścieków. Jedną z nich jest filtracja w specjalnie do tego przeznaczonych zbiornikach wyposażonych w warstwy filtrujące zawierające gęstą zawiesinę mikroorganizmów uczestniczących w procesach rozkładu materii (tzw. osad czynny). Przy zachowaniu odpowiedniego natlenienia takich warstw możliwe jest utrzymanie stanu równowagi całego układu.

## Typy filtrów
Ze względu na lokalizację względem akwarium rozróżniane są filtry zewnętrzne i wewnętrzne.
W akwarium morskim rolę wewnętrznego filtra biologicznego spełnia tzw. żywa skała.
W mniejszych akwariach słodkowodnych funkcję filtra biologicznego może pełnić odpowiednio dobrany filtr wewnętrzny. W większych zbiornikach wykorzystuje się w tym celu filtry zewnętrzne – produkowane komercyjnie (np. filtr kubełkowy) oraz wykonywane metodą DIY.
Powszechnie stosowane przez akwarystów otwarte, zewnętrzne, wielokomorowe filtry biologiczne określane są nazwą sump. Innym przykładem zewnętrznego filtru biologicznego jest filtr hydroponiczny.

## Sump

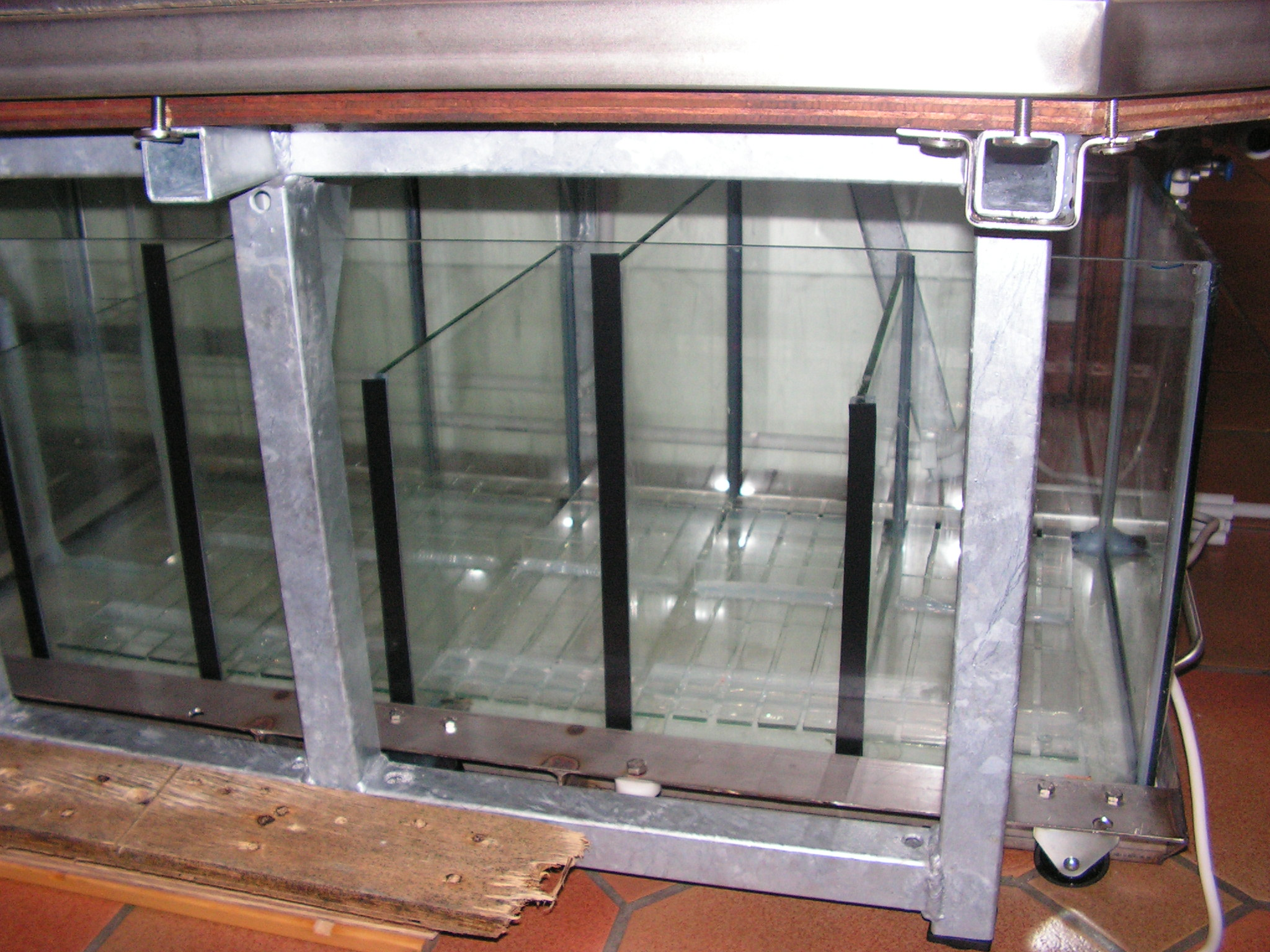
Sump wykonany ze szkła

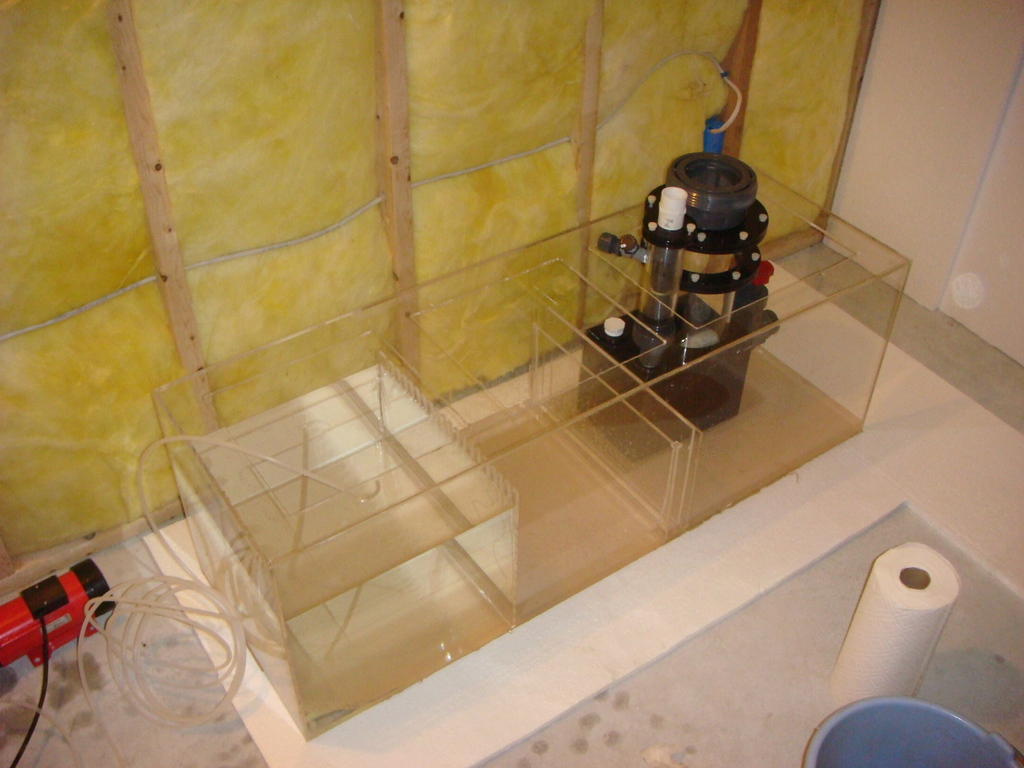
Trzykomorowy sump z odpieniaczem białek

Sump to stosowane wśród akwarystów określenie zewnętrznego, przelewowego filtru biologicznego wykonanego komercyjnie lub metodą DIY w formie dużego, otwartego zbiornika podzielonego przegrodami na strefy, do którego przelewana lub zasysana jest woda z akwarium i z którego – po przejściu przez warstwy materiałów filtrujących – wypompowywana jest do akwarium. W warstwach filtrujących sumpa przebiega mechaniczna i biologiczna, a przy zastosowaniu odpowiednich wkładów, również chemiczna część filtracji. Filtry typu sump są stosowane głównie przy dużych akwariach, zwłaszcza morskich.

### Budowa
Zależnie od biotopu akwarium, w jakim jest stosowany, sump zawiera przegrody z aktywnym węglem, ceramiką, "żywym piaskiem" itp. Może zawierać też przegrodę techniczną, w której umieszczona jest grzałka, dyfuzor dwutlenku węgla, sondy pomiarowe, odpieniacz białek itp. urządzenia. W ostatniej komorze filtru umieszczana jest pompa tłocząca wodę do akwarium. Sump montowany jest pod lub obok akwarium.

### Zalety
Zwiększenie ilości wody przepływającej przez akwarium (wzrasta objętość całego układu), dużo miejsca na materiały filtracyjne, względnie długa droga przepływu wody przez warstwy filtrujące, względnie niska cena (w porównaniu do innych filtrów o zbliżonych parametrach), możliwość schowania w nim urządzeń technicznych, ułatwienie częściowej wymiany wody z pominięciem ingerencji w zasadniczym zbiorniku. Dodatkowe zalety zastosowania sumpa ustawionego pod akwarium to utrzymywanie w tym ostatnim stałego poziomu wody i intensywne natlenianie wody spadającej do komina.

### Wady
Konieczność połączenia z akwarium w sposób umożliwiający ciągłe przelewanie wody pomiędzy tymi zbiornikami, np. przez zbudowanie tzw. komina i wywiercenia otworów w dnie lub ścianie bocznej (dopływ wody do sumpa, powrót do akwarium i zazwyczaj też rewizja) akwarium lub zastosowanie połączenia rurowego ponad krawędziami akwarium i sumpa na zasadzie naczyń połączonych (możliwe przy ustawieniu górnych krawędzi obydwu zbiorników na tym samym poziomie, zastosowaniu zbiornika pośredniego albo syfonu w kształcie spirali z otworem zapowietrzającym).

## Filtr hydroponiczny
Filtr hydroponiczny to zewnętrzny filtr akwarystyczny, w którym do poprawy jakości wody wykorzystuje się rośliny uprawiane w kulturze wodnej hydroponicznej.
W zasadzie funkcję filtra stanowi prowadzona w odpowiednim naczyniu uprawa hydroponiczna roślin, do której doprowadza się i utrzymuje stały obieg wody z akwarium. Filtr stosuje się do usuwania z wody powstałych w wyniku procesów biologicznych zachodzących w akwarium, rozpuszczonych w niej i zbędnych lub szkodliwych substancji organicznych, które są wykorzystywane jako składniki odżywcze (nawóz) przez uprawiane w filtrze rośliny.
Filtr spotykany jako własne konstrukcje wykonane przez zaawansowanych akwarystów, jest mało popularny chociaż bardzo skuteczny i oferuje właściwości, których nie można oczekiwać od innych typów filtrów. Jest spotykany w handlu jako gotowy produkt.

## Zobacz też

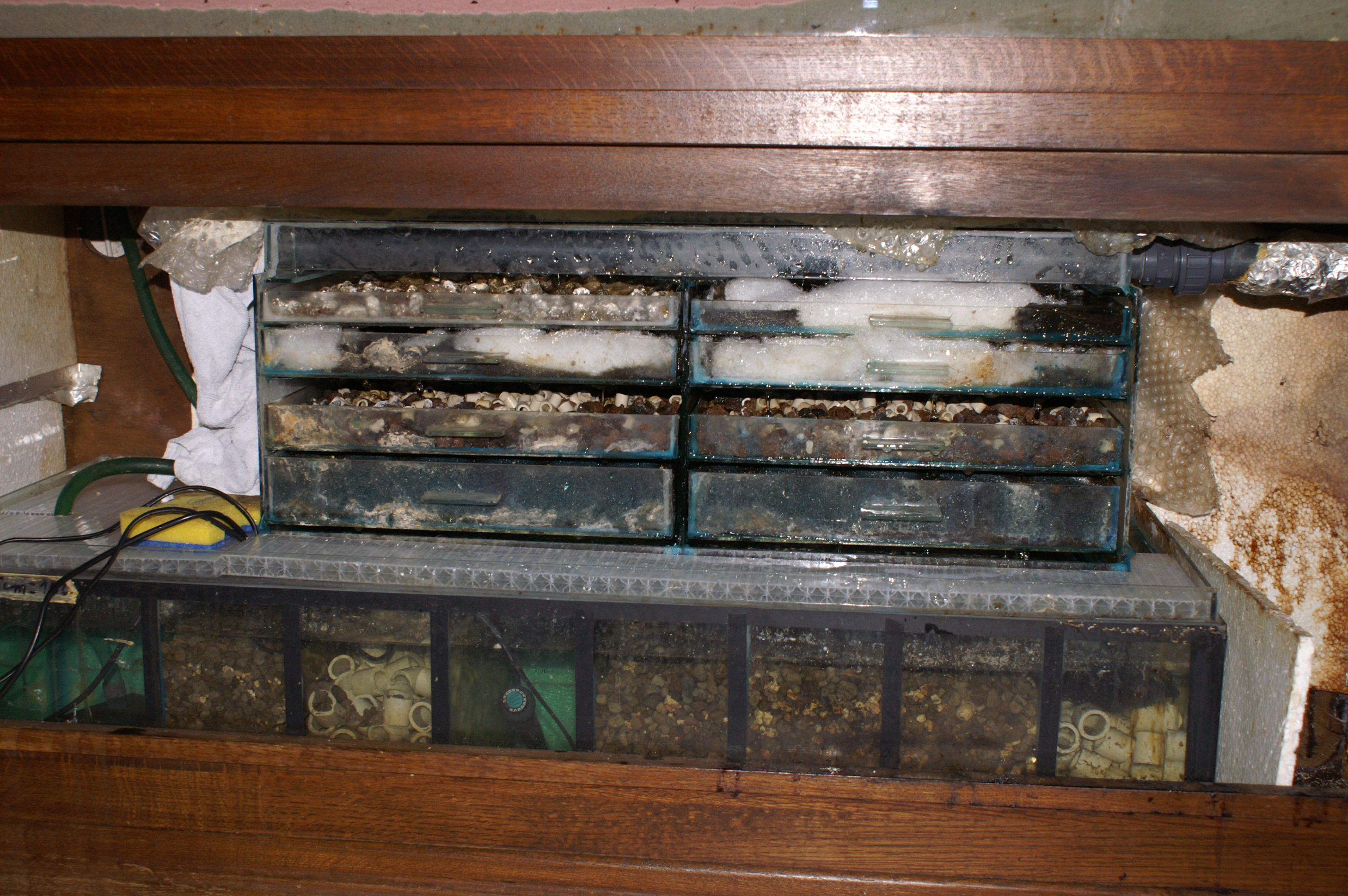
Wielokomorowy zewnętrzny filtr biologiczny